# 直接甲醇燃料電池

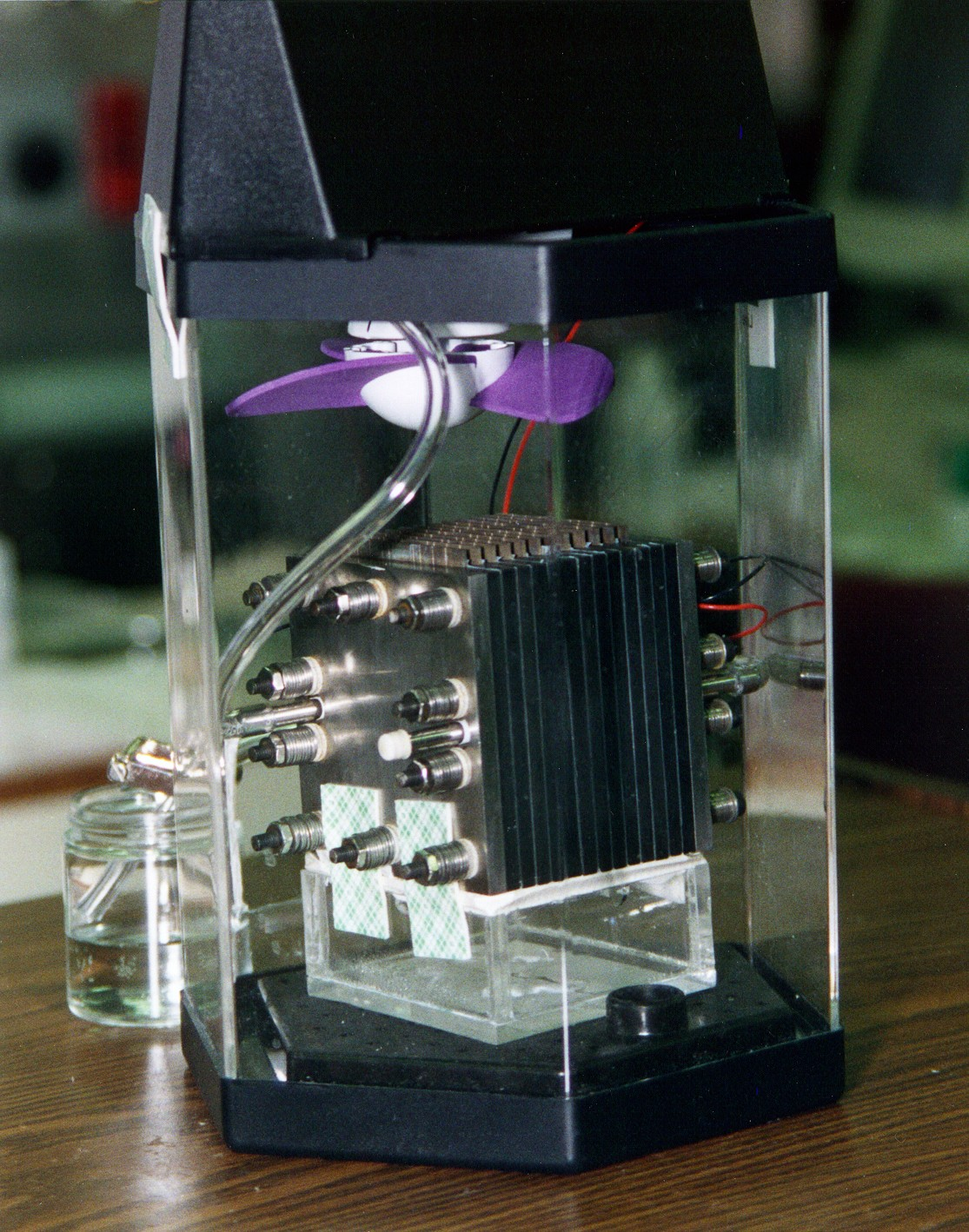
直接甲醇燃料電池

直接甲醇燃料電池 (Direct-methanol fuel cells，簡稱 DMFCs) 是質子交換膜燃料電池的一種，使用甲醇（分子式：CH3OH）作為發電的燃料。直接甲醇燃料電池主要的優點，在於甲醇便於攜帶、高能源密度、在各種環境下都保持液態，並且不需要如間接式燃料電池需要複雜的汽化產生氫氣的過程。由於發電效率普遍不高，因此主要針對的目標為攜帶式的應用，這種情況下能量與功率密度要求高於發電效率。
更有效的版本的直接型燃料电池，在理论使用甲醇作为一般的能量传输介质在假设中的甲醇经济将起到关键的作用。

## 历史
在1990年，超强酸专家苏里亚·普拉卡什博士，和诺贝尔化学奖获得者乔治·安德鲁·欧拉博士，在南加州大学的洛克尔碳氢化合物研究所，发明了一种燃料电池，能直接把甲醇转换电力。南加州大学与喷气推进实验室（JPL）合作努力进行发明把液态烃直接氧化，随后创造了直接甲醇燃料电池（DMFC），直接甲醇燃料电池技术。

## 应用
目前的直接甲醇燃料電池被在它們能產生電力所限制，但它们仍可以在一個小空間中存儲高能量含量。這意味著它們可以在一段長的時期產生少量的電力。這使得它們不適合用於驅動大型車輛（至少直接），但非常適合小型車輛，如叉車和tuggers和消費品，如手機，數碼相機或筆記型電腦。直接甲醇燃料電池的軍事應用是一個新興的應用，因為它們具有低噪聲和熱特徵，無任何毒流出物。這些應用包括單兵攜帶戰術裝備電源，電池充電器電源，以及用於測試和訓練儀器的自主電源。已有的電池單元可提供从25瓦到5千瓦之間的輸出功率，與在補充燃料之間長達100小時的持續時間。

## 甲醇
在大氣壓下從-97.0℃至64.7℃溫度範圍，甲醇是一種液體。甲醇的能量密度是大於即使是高度壓縮氫氣的一個數量級以上，还是鋰離子電池的15倍以上。
甲醇是有毒性和易燃。但是，國際民航組織（ICAO）危險品專家組（DGP）於2005年11月投票，允許乘客攜帶和使用的微型燃料電池和甲醇燃料盒搭乘飛機，给筆記本電腦和其他消費電子設備提供電源。2007年9月24日，美國運輸部發出建議允許航空乘客攜帶燃料電池盒搭乘飛機。2008年4月30日，交通運輸部發布的最終裁決，允許乘客和機組人員攜帶批准的燃料電池與已安裝甲醇盒和兩個額外的備用盒。值得一提的是，在終裁允許的200毫升最大甲醇盒體積是運輸安全管理局所允許手提行李中的液體100毫升限制的雙倍。

## 反應
直接甲醇燃料電池(DMFC)依賴在催化劑層產生甲醇的氧化，以形成二氧化碳。水在陽極上被消耗，并且水在陰極上被產生。 質子（H +）被輸送穿過質子交換膜到达陰極，在那裡它們與氧氣反應產生水。質子交換膜通常用Nafion来製造。電子通過外部電路從陽極被輸送到陰極，从而提供電力到連接的設備上。
半反應是：
|        | 方程式                                                                                   |
| ------ | ---------------------------------------------------------------------------------------- |
| 阳极   | {\displaystyle \mathrm {CH_{3}OH+H_{2}O\to 6\ H^{+}+6\ e^{-}+CO_{2}} } 氧化反应          |
| 阴极   | {\displaystyle \mathrm {{\frac {3}{2}}O_{2}+6\ H^{+}+6\ e^{-}\to 3\ H_{2}O} } 还原反应   |
| 總反應 | {\displaystyle \mathrm {CH_{3}OH+{\frac {3}{2}}O_{2}\to 2\ H_{2}O+CO_{2}} } 氧化还原反应 |

甲醇和水被吸附在通常是由鉑和釕的顆粒催化劑上，並使它们失去質子，直至二氧化碳形成。當水在陽極上反應被消耗后，在不提供水的情况下純甲醇無法被使用。水的提供是通過或者是被動運輸例如反向擴散作用（滲透），或者是主動運輸例如泵送。對水的需求限制了燃料的能量密度。

## 參看
- 燃料電池
- 甲醇經濟

## 延伸阅读
- Merhoff, Henry and Helbig, Peter. Development and Fielding of a Direct Methanol Fuel Cell; ITEA Journal, March 2010